# Al-Qaid ibn Hammad
Al-Qaid ibn Hammad   (?-1054) apodado Cherif al-Dawla la «nobleza de la dinastía»  fue el segundo gobernante de la dinastía bereber hammadita, que gobernó en el Magreb central (Argelia) (reinado 1028-1054).

## Biografía
Al-Qaid sucedió a su padre Hammad ibn Bologhine en 1028. Nombró a su hermano Yousouf como gobernador del Magreb y a otro de sus hermanos Ouighlan  como gobernador de Hamza. En 1038, Hammama, un magrava que reinaba en Fez, se comprometió a atacarlo. Al-Qaid marchó delante del adversario y sobornó a las tropas enemigas. Hammada se dio cuenta de esto, pidió la paz y regresó a Fez.
En 1042, Al-Qaid concluyó un tratado de paz con el zirí Al-Muizz ben Badis que había dejado Kairuán para hacer la guerra contra él. Luego dejó Al-Qal'a de Beni Hammad para sitiar a Achir.
En 1048, Al-Muizz ben Badis rompió con el califato chiita de los fatimíes y se declaró vasallo de los califas abasíes. En respuesta, Al-Qaid, por el contrario, renovó su lealtad a los fatimíes. El califa fatimí Al-Mustansir le dio el título de Cherif al-Dawla como recompensa.
Al-Qaid murió en 1054, su hijo Muhsin ibn Qaid le sucedió.